# Šchunat ha-Bucharim

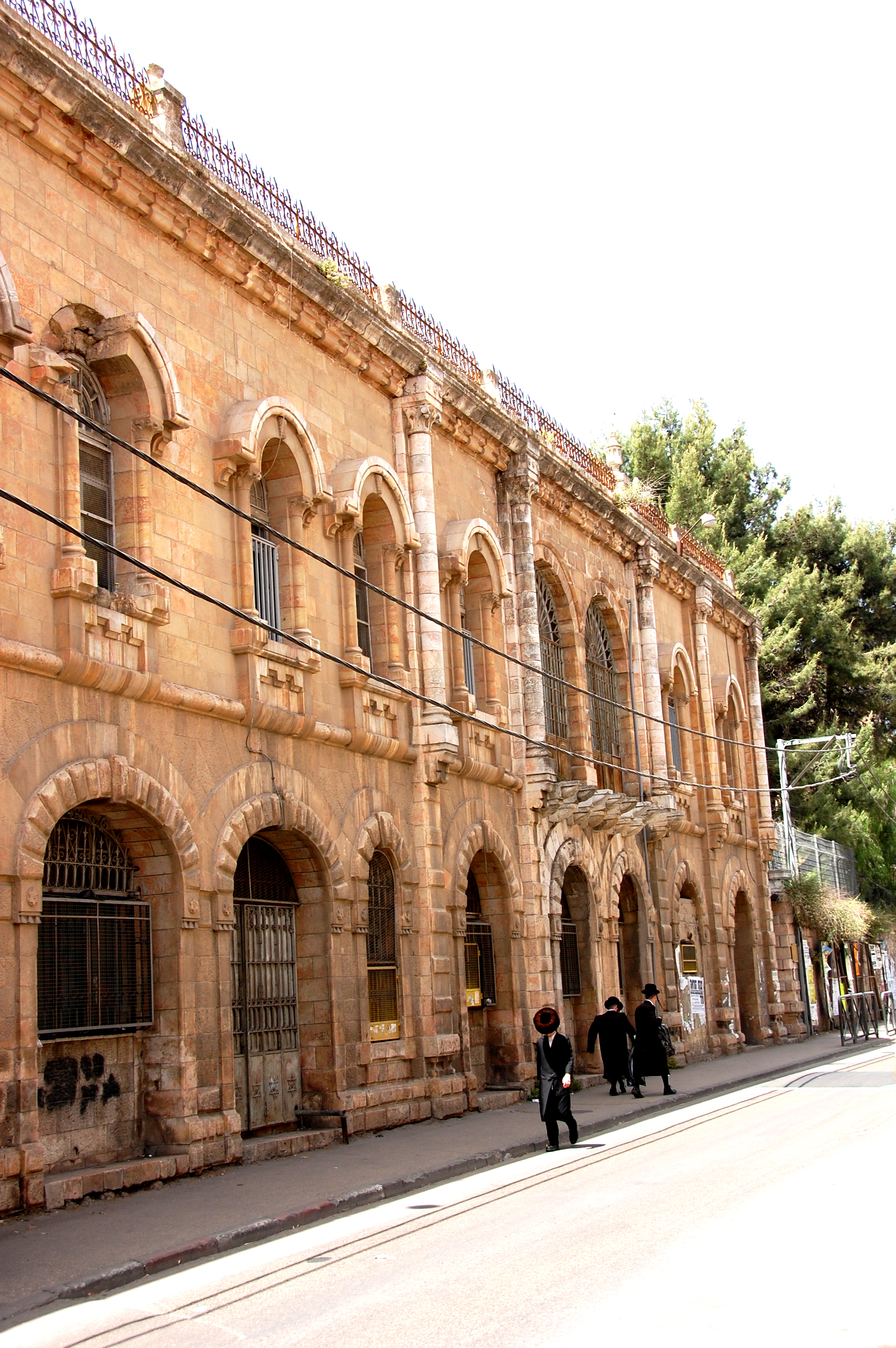
Zástavba v Šchunat ha-Bucharim

Šchunat ha-Bucharim nebo jen ha-Bucharim (hebrejsky: שכונת הבוכרים, doslova Bucharská čtvrť) je městská čtvrť v severozápadní části Jeruzaléma v Izraeli.

## Geografie
Leží v nadmořské výšce necelých 800 metrů, cca 2 kilometry severozápadně od Starého Města. Na jihu s ní sousedí čtvrť Kerem Avraham, Ge'ula a Bejt Jisra'el, na východě Šmu'el ha-Navi a Arzej ha-Bira, na severu Machanajim a Tel Arza a na západě Šikun Chabad. Skrz Šchunat ha-Bucharim prochází lokální silnice číslo 417 (ulice Bar Ilan). Populace čtvrti je židovská.

## Dějiny
Vznikla v roce 1891 pro Židy původem z Buchary (dnes Uzbekistán). Plným názvem se jmenovala Rechovot ha-Bucharim (רחובות הבוכרים) podle biblického citátu z Knihy Genesis 26,22: „Pak postoupil dál a vykopal další studni; o tu se již nepřeli. Pojmenoval ji Rechobót (to je Prostorná) a řekl: Teď už nám Hospodin poskytl prostor, abychom se mohli na zemi rozplodit“
Myšlenka usadit se v Jeruzalémě se mezi bucharskými Židy objevila již v 18. století, kdy je k tomu vyzval rabín Josef Maman, který Bucharu navštívil. První bucharští Židé do Jeruzaléma dorazili v roce 1872. Šlo i o některé bohaté rodiny. Roku 1889 založili spolek za účelem výstavby vlastní obytné čtvrtě. Roku 1891 byly zakoupeny pozemky v tehdy opuštěné oblasti severozápadně od Starého Města. První osadníci dostali volnost v tom, jaký typ domů zde postavit. Jedinou podmínkou bylo, aby domy byly zděné. Výstavbu prováděli obyvatelé svépomocí. Zástavba byla prostorná a velkolepá ve srovnání s poměry, které tehdy na místním trhu s byty existovaly. V roce 1897 už tu stálo 179 domů, 3 synagogy, mikve, ješiva a další náboženské školy. V době vypuknutí první světové války tu žilo 1500 lidí. Po Ruské revoluci v roce 1917 se začala situace čtvrti zhoršovat, protože se přetrhaly styky s příbuznými v Buchaře. V domech se také během války usídlila turecká armáda. Nový růst probíhal ve 20. a 30. letech. Přišli sem i Židé z Íránu. Čtvrť se stala jedním z center sionistického hnutí v Jeruzalémě. Ze Zichron Moše se sem tehdy přesunulo hebrejské gymnázium. Avraham Herzfeld tu otevřel první hotel (později přesunutý do čtvrti Moca).
Populace se postupně proměnila a v současnosti čtvrť obývají téměř výlučně pro ultraortodoxní Židé.